# Sylvain Jonnet
Pas d'image ? Cliquez ici

a Compétitions nationales et continentales officielles uniquement.

Dernière mise à jour le 2 mars 2010.
Sylvain Jonnet, né le 26 janvier 1979 à Paris, est un joueur de rugby à XV français qui évolue au poste d'arrière au sein de l'effectif de l'US Montauban (1,77 m pour 77 kg).

## Biographie
D’origine basque, Sylvain Jonnet a débuté le rugby à Savigny-sur-Orge en région parisienne. Il passe ses années minimes et cadets à Massy avant de rejoindre le Stade français en junior Reichel puis en équipe fanion. Il quitte Paris pour le Béarn (un an à Pau), puis cinq mois à Mont-de-Marsan (licence bloquée). Il part ensuite au Pays basque (deux ans à Bayonne) avant de rejoindre Montauban en 2005.
Il peut jouer à l’arrière ou à l’aile. Ses qualités de sprinteur et de relanceur lui ont valu d’être sélectionné au sein de l’équipe de France de rugby à sept et il a notamment remporté le tournoi de Paris lors des IRB Sevens World Series 2006.

## Carrière
- RC Savigny-sur-Orge
- RC Massy
- Stade français Paris
- Section paloise
- Stade montois
- Aviron bayonnais
- Depuis 2005 : US Montauban

## Palmarès

### International
- International français de rugby à sept
- Vainqueur du tournoi de Paris des IRB Sevens World Series 2006

### En club
- Championnat de France Cadets
  - Finaliste (1) avec Massy
- Coupe Frantz Reichel :
  - Champion (1) : 1999
- Championnat de France de première division :
  - Champion (1) : 2000
- Championnat de France de rugby Pro D2 :
  - Champion (1) : 2006 avec Montauban
  - Vice-champion (1) : 2004 avec l'aviron bayonnais contre le FC Auch